# Insulasaurus
Insulasaurus — рід сцинкоподібних ящірок родини сцинкових (Scincidae). Представники цього роду є ендеміками Філіппін.

## Види
Рід Insulasaurus нараховує 4 види:
- Insulasaurus arborens (Taylor, 1917)
- Insulasaurus traanorum (Linkem, Diesmos & Brown, 2010)
- Insulasaurus victoria (Brown & Alcala, 1980)
- Insulasaurus wrighti Taylor, 1925

## Етимологія
Наукова назва роду Insulasaurus походить від сполучення слів лат. insul — острів і дав.-гр. σαυρος — ящірка.